# Georg Biederer

Georg Biederer

Georg Biederer (* 21. September 1900 in Wolnzach; † 22. August 1967 ebenda) war ein deutscher Politiker (NSDAP). Er war Mitglied im bayrischen Landtag und von 1933 bis 1945 Abgeordneter im Deutschen Reichstag.

## Leben und Wirken
Biederer besuchte die Volksschule und arbeitete im Anschluss in der Landwirtschaft. Von Juni bis Dezember 1918 war er Soldat, kam aber zu keinem Fronteinsatz. Nach dem Krieg wurde er Mitglied im Bund Oberland, einer Vorgängergruppe der SA in Bayern, und arbeitete währenddessen als Hopfenbauer in seiner Heimatstadt. Zum 1. Juni 1928 trat er der NSDAP bei (Mitgliedsnummer 89.361) und am 15. August 1933 wurde er zum SA-Standartenführer befördert. Er war im Jahr 1933 Mitglied des Landtags von Bayern und vertrat ab November 1933 bis 1945 den Wahlkreis 24 im Deutschen Reichstag. Biederer war Vorsitzender des Aufsichtsrates der Deutschen Hopfenverkehrsgesellschaft. Am 30. Januar 1937 wurde er SA-Oberführer und am 20. April 1944 SA-Brigadeführer. Den Kriegsdienst während des Zweiten Weltkriegs absolvierte er im Rang eines Oberleutnants der Reserve.

## Weblink
- Georg Biederer in der Datenbank der Reichstagsabgeordneten